# Santiago Black Ravens
I Santiago Black Ravens sono la squadra di football americano di Santiago di Compostela, in Spagna.

## Storia
Fondati nel 2012 da giocatori provenienti dai disciolti Galicia Black Towers, parteciparono alle prime edizioni del campionato portoghese, per passare dal 2015 alla Serie C del campionato spagnolo; hanno vinto 3 titoli galleghi.

## Dettaglio stagioni

### Tornei nazionali

#### Campionato

##### Serie A
| Stagione | regular season | regular season | regular season | regular season | regular season | regular season | playoff | playoff | playoff | playoff | playoff | playoff   | playoff    |
|          | Vin            | Par            | Per            | Tot            | PF             | PS             | Vin     | Per     | Tot     | PF      | PS      | risultato | avversaria |
| -------- | -------------- | -------------- | -------------- | -------------- | -------------- | -------------- | ------- | ------- | ------- | ------- | ------- | --------- | ---------- |
| 2018     | 0              | 0              | 8              | 8              | 20             | 318            | -       | -       | -       | -       | -       | -         | -          |
| 2019     | 0              | 0              | 8              | 8              | 16             | 349            | -       | -       | -       | -       | -       | -         | -          |
| Totale   | 0              | 0              | 16             | 16             | 36             | 667            | -       | -       | -       | -       | -       |           |            |

Fonti: Enciclopedia del Football - A cura di Roberto Mezzetti

### Tornei locali

#### LGFA
| Stagione | regular season | regular season | regular season | regular season | regular season | regular season | playoff | playoff | playoff | playoff | playoff | playoff   | playoff    |
|          | Vin            | Par            | Per            | Tot            | PF             | PS             | Vin     | Per     | Tot     | PF      | PS      | risultato | avversaria |
| -------- | -------------- | -------------- | -------------- | -------------- | -------------- | -------------- | ------- | ------- | ------- | ------- | ------- | --------- | ---------- |
| 2013     | 3              | 0              | 0              | 3              | 196            | 50             | -       | -       | -       | -       | -       | Campioni  | -          |
| 2014     | 6              | 0              | 0              | 6              | 379            | 136            | -       | -       | -       | -       | -       | Campioni  | -          |
| 2014-15  | 5              | 0              | 1              | 6              | 127            | 88             | -       | -       | -       | -       | -       | Campioni  | -          |
| 2015-16  | 5              | 0              | 1              | 6              | 202            | 59             | -       | -       | -       | -       | -       | -         | -          |
| 2016-17  | 5              | 0              | 1              | 6              | 189            | 101            | -       | -       | -       | -       | -       | Campioni  | -          |
| Totale   | 24             | 0              | 3              | 27             | 1093           | 432            | -       | -       | -       | -       | -       |           |            |

Fonti: Enciclopedia del Football - A cura di Roberto Mezzetti

#### Liga Norte 7×7
| Stagione | regular season | regular season | regular season | regular season | regular season | regular season | playoff | playoff | playoff | playoff | playoff | playoff   | playoff    |
|          | Vin            | Par            | Per            | Tot            | PF             | PS             | Vin     | Per     | Tot     | PF      | PS      | risultato | avversaria |
| -------- | -------------- | -------------- | -------------- | -------------- | -------------- | -------------- | ------- | ------- | ------- | ------- | ------- | --------- | ---------- |
| 2020     | 1              | 0              | 2              | 3              | 90             | 91             | -       | -       | -       | -       | -       | -         | -          |
| Totale   | 1              | 0              | 2              | 3              | 90             | 91             | -       | -       | -       | -       | -       |           |            |

Fonti: Enciclopedia del Football - A cura di Roberto Mezzetti

## Palmarès
- 4 Campionati galiziani (2013, 2014, 2014-2015, 2016-2017)